# Małogoszcz (stacja kolejowa)
Małogoszcz – stacja kolejowa w województwie świętokrzyskim, w Polsce. Obsługuje lokalny ruch pasażerski do Kielc, Włoszczowy i Częstochowy.

## Ruch pasażerski
| Rok  | Wymiana pasażerska na dobę |
| ---- | -------------------------- |
| 2017 | 50-99                      |
| 2022 | 50-99                      |

Stacja znajduje się przy osadzie kolejowej Stacja Małogoszcz i jest oddalona około 5 km od Małogoszcza. Spowodowane było to względami strategicznymi i własnościowymi.
Linię kolejową przechodzącą przez stację wybudowano w 1911 roku. Podczas I wojny światowej, w latach 1915-1916 został wybudowany przez Austriaków budynek stacji, który obecnie jest wykorzystywany jako blok mieszkalny. W latach 1954–1955 linia została rozbudowana o drugi tor, obydwa tory zostały odsunięte od starego dworca. Wybudowano również wiatę poczekalni. W okresie 1974–1975 linia została zelektryfikowana między Kielcami a Koniecpolem.
Obecnie ze stacji odchodzą dwie bocznice: pochodząca z końca lat 60. prowadząca do Zakładów Wapienniczych "Bukowa" (wykupionych przez "Lhoist") oraz zbudowana w latach 1972-1973 biegnąca do obecnie należącej do koncernu "Lafarge" cementowni Małogoszcz.
Na terenach wokół stacji położone są, pochodzące z czasów I wojny światowej, trzy cmentarze wojenne, na których pochowani są żołnierze armii austriackiej.